# Marie-Anne-Victoire de Portugal
Pour les articles homonymes, voir Marie-Anne de Portugal.
Marie-Anne-Victoire de Portugal (ou de Bragance; portugais: Mariana Vitória; nom complet: Mariana Vitória Josefa Francisca Xavier de Paula Antonieta Joana Domingas Gabriela de Bragance 15 décembre 1768 – 2 novembre 1788) est une infante portugaise, la fille aînée de la reine Marie Ire de Portugal et de son roi-consort, Pierre III.

## Biographie
Marie-Anne Victoire est née au Palais royal de Queluz, près de Lisbonne. Elle est nommée d'après sa grand-mère maternelle, Marie-Anne-Victoire d'Espagne, fille de Philippe V d'Espagne.
Sa grand-mère Marie-Anne est allée en Espagne, en 1777, pour discuter d'une alliance avec son frère Charles III d'Espagne. Elle aide à organiser le mariage de Marie-Anne-Victoire avec le plus jeune fils du roi d'Espagne, Gabriel d'Espagne, son cousin germain. Ils se marient par procuration le 12 avril 1785 au palais ducal de Vila Viçosa. Le couple se rencontre pour la première fois au Palais royal d'Aranjuez le 23 mai au cours d'une autre cérémonie nuptiale.
Le couple princier a trois enfants, dont deux sont morts jeunes. À la naissance de son dernier enfant, l'Infant Carlos, son mari et elle installent leur résidence à la Casita del Infant à l'Escorial. L'infant Gabriel attrape la variole, la transmet à son épouse qui succombe le 2 novembre et à son dernier-né qui meurt le 9 novembre. L'infant Gabriel meurt le 23 novembre.
Orphelin, son fils Pierre-Charles d'Espagne et de Portugal est reconnu par sa grand-mère portugaise comme un infant de Portugal, en plus de son rang d'infant espagnol du côté paternel. Le même statut est accordé au seul fils de l'infant, Sébastien du Portugal et d'Espagne.
Marie-Anne est morte dans la Casita del Infante, à l'âge de 19 ans. Elle et son mari sont les fondateurs de la Maison de Bourbon-Bragance qui a par la suite rejoint la noblesse espagnole comme ducs de Marchena, Durcal, Hernani et Ansola.
Marie-Anne Victoire est enterrée au Monastère Royal de l'Escurial, avec son mari et ses deux jeunes enfants.

### Descendance
- Pierre-Charles d'Espagne et de Portugal (Palais royal d'Aranjuez, le 18 juin 1786 – Rio de Janeiro, 4 juillet 1812), marié à Marie-Thérèse de Portugal (1793-1874);
- Marie-Charlotte d'Espagne (Casita del Infante, 4 novembre 1787 – Casita del Infante, 11 novembre 1787).
- Charles Joseph Antoine d'Espagne (Casita del Infante, 28 octobre 1788 – Casita del Infante 9 novembre 1788).